# Odin (Schiff, 2006)
Die Odin ist ein Mehrzweckschiff des Landesbetriebs für Küstenschutz, Nationalpark und Meeresschutz Schleswig-Holstein.

## Geschichte
Das Schiff wurde 2004 bei der Fassmer-Werft in Berne/Motzen bestellt. Das unter der Baunummer 2000 gebaute Schiffes wurde Ende März 2006 an das damalige Amt für ländliche Räume in Husum abgeliefert.
Das Konzept wurde von der Fassmer-Werft gemeinsam mit einem Bremer Konstruktionsbüro entwickelt.

## Technische Daten und Ausstattung
Der Antrieb erfolgt durch zwei MAN-Dieselmotoren des Typs D2842 LE mit je 440 kW Leistung. Das Schiff ist mit einem als Pumpjet ausgelegtem Bugstrahlruder mit 80 kW Leistung ausgerüstet.
Das Deckshaus befinden sich in der vorderen Hälfte des Schiffes. Vor dem Deckshaus befindet sich ein offener Decksbereich mit den für den Einsatz als Schubboot nötigen Koppelwinden. Hinter dem Deckshaus befindet sich ein weiterer offener Decksbereich. Hier ist ein Schlepphaken für den Einsatz des Schiffes als Schlepper installiert. Der Pfahlzug beträgt 9,5 t. Direkt hinter dem Deckshaus befindet sich ein Hydraulikkran, der 15 t heben kann. Auf der Backbordseite befindet sich außerdem ein Davit, mit dem ein Arbeitsboot ausgesetzt werden kann.
Die Reichweite des Schiffes beträgt rund 1.400 Seemeilen.

## System
Das Schiff ist als Mehrzweckschiff für den Einsatz als Schubschlepper und Ölfangschiff konzipiert. Einsatzgebiet sind die flachen Seegebiete des nordfriesischen Wattenmeeres sowie die Elbmündung. Der Schiffsrumpf ist so konzipiert, dass das Schiff im Wattenmeer trockenfallen kann. Neben dem Einsatz im nordfriesischen Wattenmeer ist das Schiff auch für den Einsatz in der Ostsee vor der schleswig-holsteinischen Küste vorgesehen.
Zum System gehören eine 30 Meter lange Ölfang-Tankbarge (Lüttmoor) und ein 33 Meter langer Decksprahm (Gröde). In Kombination mit der Gröde kann die Odin für den Materialtransport z. B. bei der Instandhaltung von Küstenschutzanlagen genutzt werden. Die Tankbarge ist mit einem eigenen Antrieb mit einem Hilfdiesel mit 80 kW Leistung und einem Pumpjet ausgestattet. Die Tankkapazität für Öl-Wasser-Gemische beträgt 285 t. Zur Bekämpfung von Ölunfällen kommt ein Bürstenskimmer zum Einsatz. Dieser kann 240 m³/Std. von der Wasseroberfläche aufnehmen.
Das System Ölfangschiff/-Tankbarge ist mit dem Umweltzeichen „Blauer Engel“ ausgezeichnet.